# Chiesa siro-caldea d'Oriente

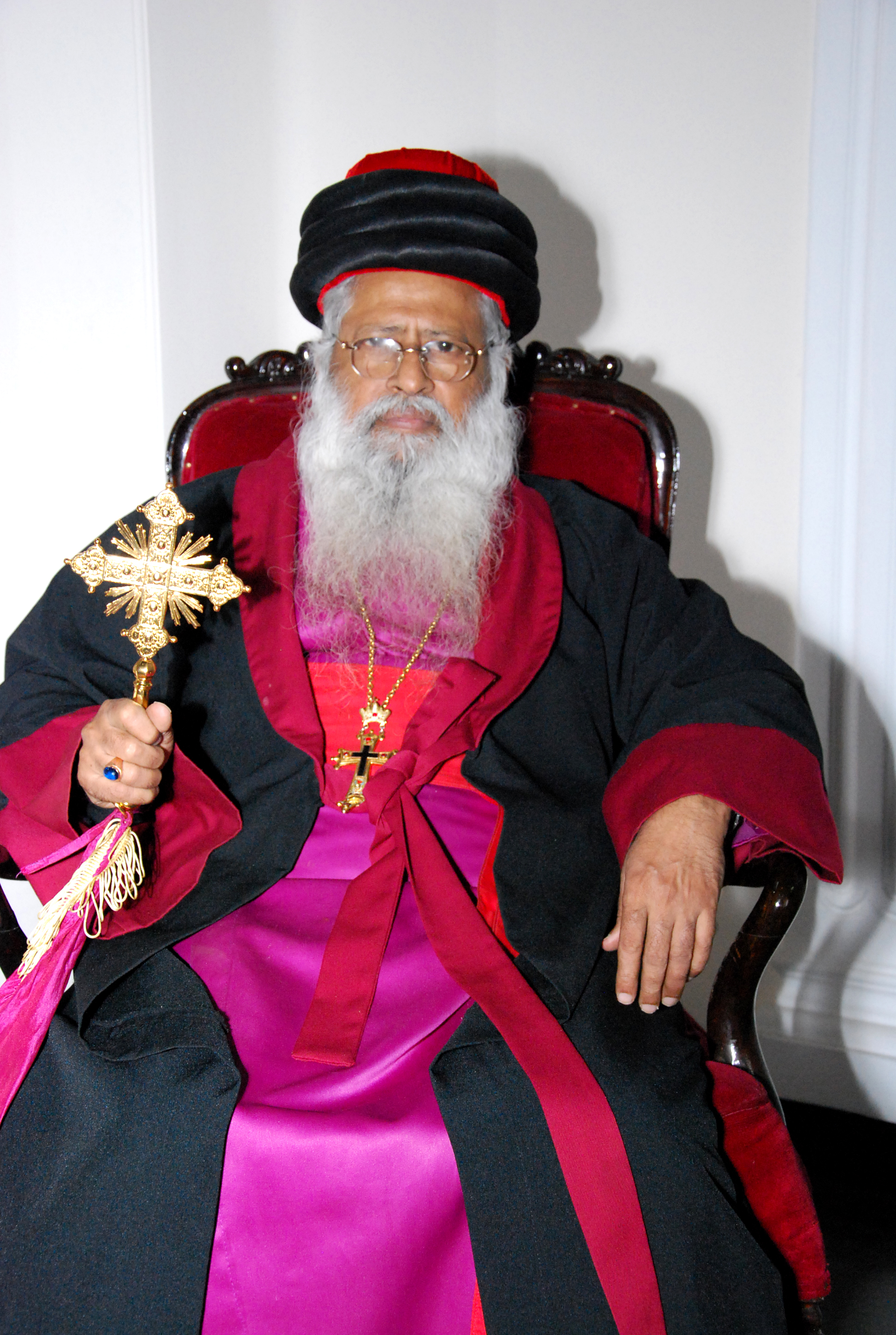
Mar Aprem Mooken, metropolita della Chiesa siro-caldea d'Oriente dal 1968.

La Chiesa siro-caldea d'Oriente (in inglese. Chaldean Syrian Church of the East in India) è una Chiesa siro-orientale connessa canonicamente alla Chiesa assira d'Oriente. Come le altre chiese autoctone dell'India, i fedeli si considerano discendenti dei cristiani di san Tommaso, ovvero delle comunità cristiane fondate in età apostolica. Vivono quasi esclusivamente nello stato del Kerala (antico Malabar o Malankar).
La Chiesa siro-caldea d'Oriente è ordinata giuridicamente come arcidiocesi della Chiesa assira d'Oriente. La chiesa cattedrale si trova a Thrissur ed è intitolata a Santa Maria (Marth Mariam). L'arcivescovo è membro del Santo Sinodo della Chiesa assira d'Oriente.
Dall'8 gennaio 2023, il metropolita della Chiesa siro-caldea d'Oriente in India è Mar Awgin Kuriakose., che subentra al dimissionario Mar Aprem Mooken.

## Storia

### Dalle origini al XVII secolo
La Chiesa siro-caldea d'Oriente è tra quelle che si considerano ancora oggi la continuazione diretta dell'antica Chiesa d'Oriente, nata in età apostolica in Mesopotamia.
Fino a tutto il XVI secolo fu rispettata l'usanza secondo cui il patriarca della Chiesa assira d'Oriente inviava i vescovi alle sedi della Chiesa d'Oriente in India. L'ultimo vescovo di cui si conosce il nome fu Mar Abraham, arcivescovo di Angamale, deceduto agli inizi del 1597.

### Scissione del XVII secolo
Due anni dopo la morte del vescovo mesopotamico Mar Abraham, il sinodo di Diamper dei cristiani di san Tommaso, che allora stavano sotto il dominio portoghese, fu aperto il 20 giugno 1599 a Udayamperur (o “Diamper”) nel Malabar. Il sinodo fu convocato dall'ancora nuovo arcivescovo di Goa Aleixo de Menezes. L'assemblea accettò una certa latinizzazione dei loro usi, ma conservò la propria liturgia, l'Anafora di Addai e Mari, quella del rito caldeo in lingua siriaca, soltanto aggiungendovi la narrazione dell'Ultima Cena.
Il 20 dicembre dello stesso anno 1599 la sede di Angamale, che era quella del defunto Mar Abraham, venne retrocessa al ruolo di semplice diocesi suffraganea di Goa e fu affidata ad un gesuita europeo. 
Mezzo secolo più tardi, nel 1653, circa 25.000 cristiani locali, sotto la guida dell'arcidiacono Thomas Parampil, si riunirono intorno alla "Croce di Coonan" (croce pendente) e giurarono di non accettare mai dei vescovi gesuiti. Pochi mesi più tardi, senza partecipazione da parte di alcun vescovo, dodici presbiteri conferirono una consacrazione episcopale a Thomas Parampil, che venne perciò denominato Mar Thoma I. In considerazione dell'ostilità della popolazione locale verso i gesuiti, il papa inviò a Kerala un gruppo di religiosi carmelitani facenti capo al vescovo Giuseppe Sebastiani. Nel 1659, questi amministrò la consacrazione episcopale al sacerdote keralese Chandy Parampil, il primo fra i cristiani di san Tommaso ad essere regolarmente ordinato vescovo, dato che per tradizione essi dipendevano dalla Chiesa d'Oriente in Mesopotamia per ricevere vescovi ed era per le mani di presbiteri, non di un vescovo, che avvenne la consacrazione di Mar Thoma I, che ottenne l'appoggio di un terzo dei cristiani di san Tommaso, mentre i due terzi rimanevano in comunione con la Chiesa di Roma.
Nel 1663, la Compagnia olandese delle Indie orientali catturò il porto di Cochin e i cristiani di san Tommaso passarono dal dominio dei portoghesi cattolici a quello degli olandesi protestanti. Nel 1665 arrivò in una barca olandese un vescovo ortodosso orientale. Non era di quella chiesa siriaca orientale di tradizione nestoriana, alla quale tradizionalmente i cristiani di san Tommaso erano uniti. Apparteneva invece alla Chiesa ortodossa siriaca, di fede miafisita. A lui aderirono molti dei cristiani ribellati contro le autorità portoghesi/cattoliche. Anche se all'inizio egli accettò di celebrare la loro liturgia tradizionale, introdusse il rito antiocheno e mise i suoi fedeli in relazione con il patriarca siriaco occidentale, dando origine alla Chiesa malankarese.

### Dopo il XVII secolo
Secondo il sito web della Chiesa siro-caldea, un vescovo assiro, Mar Gabriel, inviato dal suo patriarca, sarebbe arrivato nel 1701 e sarebbe rimasto in India fino alla sua morte nel 1731. Una lettera diretta nel 1720 dal vescovo Thoma IV della Chiesa malankarese al patriarca siro-ortodosso indica che, inviato da Eliyya XI Marogin della linea patriarcale con sede nel Monastero di Rabban Ormisda, Mar Gabriel arrivò nel 1709 e che, con argomenti ai quali i miafisiti malankaresi non sapevano rispondere, insegnava che Cristo aveva due nature e due persone.
Chi arrivò nel 1701 era invece il vescovo Mar Simon inviato da Yosep II Bet Ma'aruf, patriarca (con sede a Diyarbakır) dei cattolici siro-orientali. Lo scopo della missione di Mar Simon, che passò per Roma e Lisbona prima di raggiungere Kerala, era di convertire quelli che erano passati al miafisismo. Al suo arrivo, conferì l'ordinazione episcopale ad Angelo Francesco di Santa Teresa, nominato poco prima dalla Santa Sede vicario apostolico "della serra dei malabaresi ossia di san Tommaso". Dopo l'ordinazione, Mar Simon è stato accompagnato a Pondicherry, dove rimase fino alla sua morte avvenuta il 16 agosto 1720.
Nella seconda metà del XIX secolo, due vescovi della Chiesa cattolica caldea risiedettero per alcuni anni presso una chiesa a Thrissur costruita nel 1814, e il patriarca assiro consacrò nel 1862 come metropolita per l'India Abdisho Thondanat, che morì nel 1900. Poi nel 1907–1908 la Chiesa siro-caldea d'Oriente ebbe origine quando un gruppo di oltre 8.000 cristiani di Thrissur che si erano separati dalla Chiesa cattolica in seguito al fallito tentativo nella seconda metà del XIX secolo di trasferire i cattolici indiani alla giurisdizione della Chiesa cattolica caldea accettarono il metropolita Abimalek Timotheus, nominato dal patriarca assiro Shimun XIX Benyamin. Timotheus morì il 30 aprile 1945. Sette anni più tardi, il patriarca assiro Eshai Shimun nominò metropolita per l'India Thoma Darmo, originario, come Timotheus, dell'Anatolia.
Il nome "Chiesa siro-caldea" s riferisce al fatto che la separazione dalla Chiesa cattolica di quelli che nel 1907–1908 si unirono alla Chiesa assira d'Oriente seguì la missione in India dei due vescovi della Chiesa cattolica caldea rispettivamente nel 1861–1862 e 1874–1882.

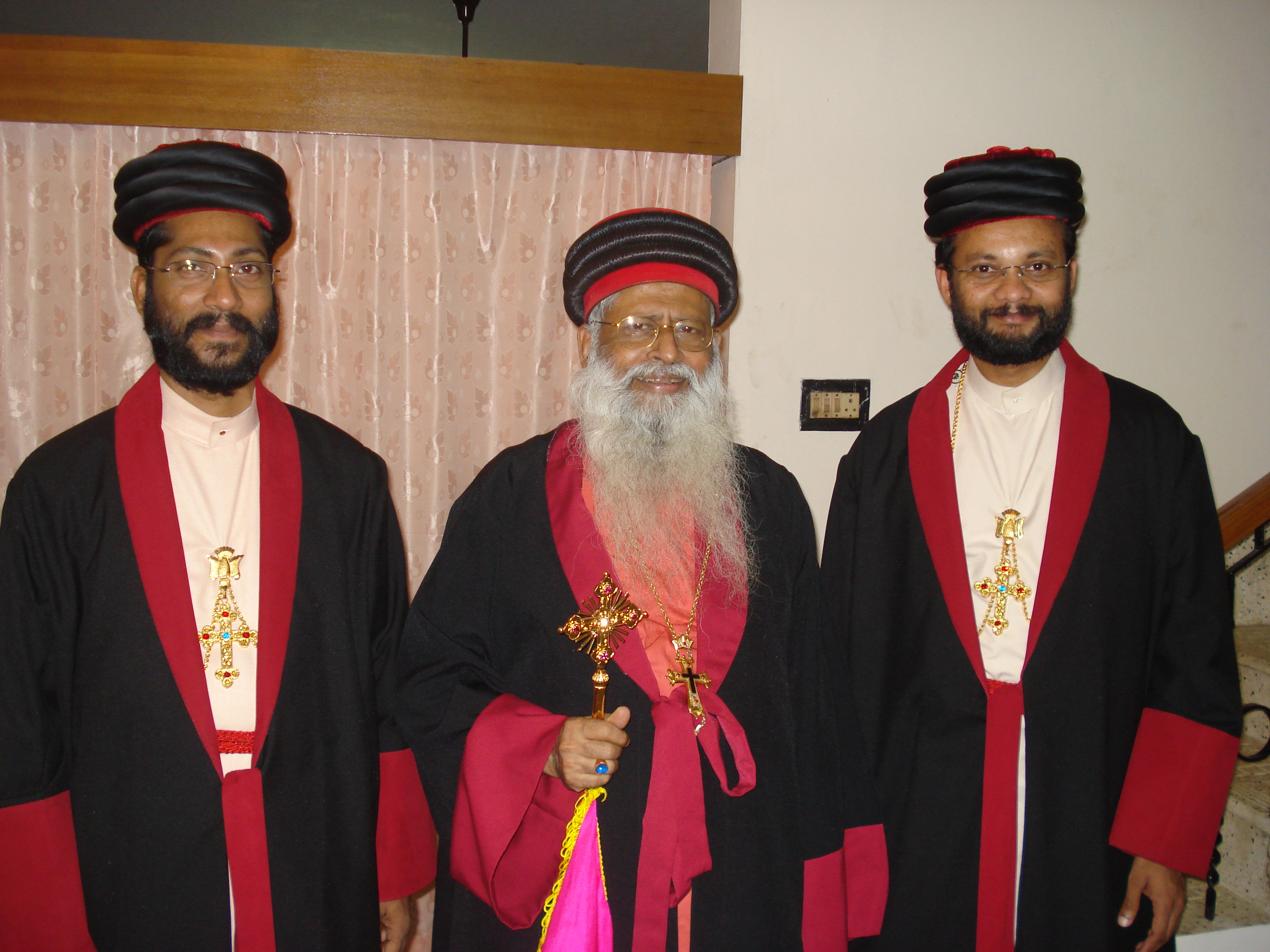
Metropolita Aprem Mooken e corepiscopi Yohannan Yoseph e Awgin Kuriakose

Nel 1964 Thoma Darmo, che già dal 1960 proponeva l'abbandono della successione ereditaria (da zio a nipote) dell'ufficio di patriarca della Chiesa assira d'Oriente, aderì al movimento di protesta contro certe riforme (quali l'adozione del calendario gregoriano) decretate dal patriarca Shimun XXI Eshai, movimento che diede origine all'Antica Chiesa d'Oriente. Di conseguenza si crearono nella Chiesa siro-caldea d'Oriente due gruppi antagonisti tra loro, i cosiddetti "patriarcali” (che volevano fosse mantenuta la comunione con il patriarca) e i "metropolitani" (che richiedevano l'autonomia). Nel 1968 Thoma Darmo tornò in Iraq e consacrò tre vescovi, i quali poi gli conferirono la consacrazione patriarcale e così divenne il primo patriarca dell'Antica Chiesa d'Oriente. Morì nel 1969.
Uno dei tre vescovi consacrati per l'Antica Chiesa d'Oriente da Thoma Darmo il 21 settembre 1968 era l'indiano George Mooken, nato a Thrissur nel 1940, che divenne Mar Aprem Mooken. Nominato da Thoma Darmo metropolita per l'India il 28 settembre 1968, Aprem ottenne nel 1995 la riconciliazione personale e del partito dei "metropolitani" della Chiesa siro-caldea con il patriarca della Chiesa assira d'Oriente Dinkha IV, che gli consacrò due corepiscopi indiani.

## Organizzazione
La Chiesa siro-caldea d'Oriente ha giurisdizione su tutta l'India e sui Paesi della diaspora, in particolare nella Penisola arabica. Comprende 37 parrocchie, la maggior parte nel Kerala; tre si trovano nei paesi del Golfo, a Dubai, Mascate e Al Kuwait.